# Conrad II de Głogów
 (juillet 2023).
Si vous disposez d'ouvrages ou d'articles de référence ou si vous connaissez des sites web de qualité traitant du thème abordé ici, merci de compléter l'article en donnant les références utiles à sa vérifiabilité et en les liant à la section « Notes et références ».
Pour les articles homonymes, voir Conrad II.
Conrad II de Głogów (en polonais Konrad II Głogowski), de la dynastie Piast, est né vers 1230 et décédé le 6 août 1273 ou 1274. Il est le fils d'Henri II le Pieux et d'Anne, la fille d'Ottokar Ier de Bohême.
Il a été duc de Głogów (1249/1251-1273/1274).

## Lutte pour le pouvoir
Lorsque son père est tué à la bataille de Legnica en 1241, il est encore mineur. Pour éviter de devoir partager le territoire d'Henri II le Pieux entre tous ses fils, sa mère et ses frères aînés le destinent à une carrière religieuse et l'envoient faire des études à Paris. 
Quand il apprend que Bolesław II surnommé le Chauve et Henryk III dit le Blanc se sont partagé le duché de leur père, il revient pour réclamer sa part. 
Ils arrivent très vite à un accord par lequel Conrad se retrouve sous la protection de son frère aîné Bolesław II le Chauve, le duc de Legnica, avec lequel il devra partager le pouvoir. Pour se débarrasser de son jeune frère, Bolesław tente par tous les moyens de le faire rentrer dans les ordres, ce que celui-ci s'entête à refuser. La guerre entre les deux frères devient inévitable. Chassé de Silésie en juin 1249, il trouve rapidement un soutien auprès du duc de Grande-Pologne Przemysł Ier grâce à qui il peut s'emparer de la petite localité de Bytom Odrzański. Il renforce son alliance avec le duc de Grande Pologne, en épousant sa sœur Salomea de Grande-Pologne (en), la fille de Władysław Odonic. Il se trouve également un autre allié en la personne de son frère Henri III le Blanc.

## Duc de Głogów

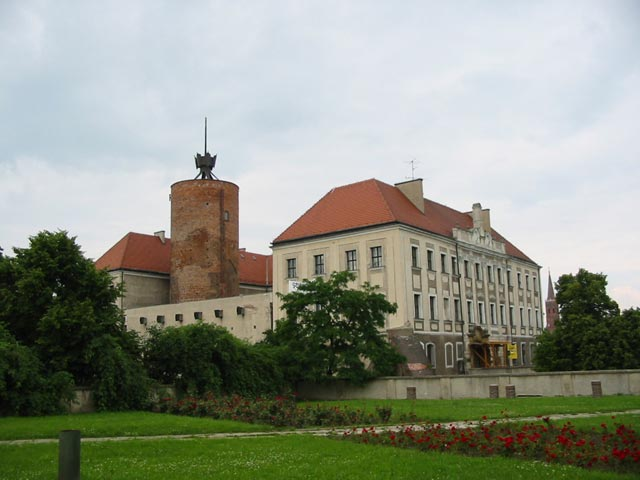
Château des ducs de Głogów construit à l'époque de Konrad II.

Grâce à l'aide de ses alliés et à la révolte des chevaliers de Głogów contre Bolesław le Chauve, la campagne de Conrad se termine victorieusement en 1251, Bolesław étant obligé de laisser le duché de Głogów à son jeune frère. Les conflits de Conrad avec ses frères ont encore été nombreux mais il en est régulièrement sorti vainqueur. 
En 1260, Conrad se rapproche de la Bohême et de son roi Ottokar II. 
Au niveau de la politique intérieure, il favorise surtout les gens qui l'ont aidé à prendre le pouvoir. Il encourage aussi les colons, surtout allemands, à venir s'établir dans son duché. En 1253, il donne les droits de Magdebourg à la ville de Głogów. 
Contrairement à ses frères, il mène dans un premier temps une politique de bonne entente avec l'Église, soutenant notamment Thomas, l'évêque de Wrocław, dans son combat pour obtenir le privilège d'immunité pour l'Église. À la mort de celui-ci en 1268, il revoit sa politique et annule tous les privilèges qu'il avait accordés. 
Loin d'avoir été un souverain éclairé, Conrad II de Głogów est représentatif des ducs bien ternes de cette époque du démembrement féodal en Pologne.

## Unions et postérité
Conrad II a été marié deux fois. Après la mort de Salomé de Grande-Pologne, princesse de la dynastie Piast et fille de Ladislas Odonic, il a épousé Sophie, de la maison de Wettin. Il a eu trois fils et trois filles de son union avec Salomé :
- Henri III de Głogów,
- Przemko de Ścinawa,
- Conrad II le Bossu,
- Anne (née vers 1250/52 - morte le 26 juin 1271), épouse du duc Louis II de Bavière,
- Euphémie (née vers 1251/1254 - morte vers 1266/1275), épouse d'Albert Ier, comte de Goritz,
- Hedwige (née vers 1255/1265 - morte le 9 juin 1316), abbesse du couvent Saint-Claire de Wroclaw.